# Чёлмужское сельское поселение
 Чёлмужское сельское поселение — муниципальное образование в составе Медвежьегорского района Республики Карелия Российской Федерации. Административный центр — деревня Чёлмужи.

## Население
| 2009 | 2010  | 2012  | 2013  | 2014  | 2015  | 2016 |
| ---- | ----- | ----- | ----- | ----- | ----- | ---- |
| 1495 | ↘1197 | ↘1143 | ↘1091 | ↘1042 | ↘1001 | ↘934 |
| 2017 | 2018  | 2019  | 2020  | 2021  | 2023  |      |
| ↘910 | ↘873  | ↘827  | ↘789  | ↘278  | ↗655  |      |

## Населённые пункты
В состав сельского поселения входит 6 населённых пунктов:
| № | Населённый пункт | Тип населённого пункта | Население |
| - | ---------------- | ---------------------- | --------- |
| 1 | Возрицы          | посёлок                | ↘57       |
| 2 | Данилово         | деревня                | →5        |
| 3 | Немино-3         | посёлок                | ↘77       |
| 4 | Огорелыши        | посёлок                | ↘172      |
| 5 | Сергиево         | посёлок                | ↘272      |
| 6 | Чёлмужи          | деревня                | ↘508      |